# Самюель Фогельсон
Самюель Фогельсон (пол. Samuel Fogelson; * 1902 рік, Варшава — † 1941 рік, можливо, місто Білосток) — польський математик і статистик, радянський розвідник.

## Життя та діяльність
Фогельсон Самюель народився в 1902 році у Варшаві. Закінчив Варшавський університет, а пізніше навчався в Парижі та Берліні. Чотири роки був старшим асистентом на математичному факультеті. У своїй науковій роботі видав 40 публікацій в галузі математики, статистики та демографії. Був заступником начальника відділу статистики населення у Центральному статистичному управлінні. Вже з юності показав ліві симпатії, однак, йому було відмовлено у можливості приєднатися до польської комуністичної партії, запевнивши, що його переваги будуть використовуватись як інформатора Керуючої розвідки — радянської військової розвідки.
Завдяки професійним здібностям йому було доручено надавати інформацію щодо стану польської економіки. Згодом він стає резидентом радянської розвідки і формує власну мережу агентів, серед яких були: Альфред Ярошевич і Володимир Лехович, які входили до польської розвідки і контррозвідки, молодший лейтенант Станіслав — Павло Неналтовський з Незалежного департаменту інформаційного корпусу у Варшаві і Генріх Бужинський. Протягом цього періоду він подає заяву на вступ до Комуністичної партії ВКП (б), та, незважаючи на позитивні результати експертизи заявки на легітимність, отримав відмову через зв'язок з розвідкою та пов'язану з цим конспірацію.
Коли розпочалася Друга світова війна, Фогельсон втік з радянської зони окупації та оселився в Білостоці, де в 1939 році вступив в контакт з НКВС. Фогельсон згадував про членство в партії, але вважався безпартійним. Попри значні заслуги не визначався високим становищем.
У грудні 1939 року був прийнятий на посаду економіста муніципальних офісів, де став відповідальним за планування розвитку міської економіки у Білостоці. Ця посада була переоціненою та позбавленою реального значення. Фогельсон скаржився, що він немає роботи, яку потрібно було б виконувати.
У 1940 році Фогельсон надає секретарю Білостоцької області резюме та заявку на дозвіл про поїздку до Москви задля продовження кар'єри. Про співпрацю з розвідкою у резюме нічого не було сказано. Звернення було повернуте до Мінська — комісар освіти Білоруської РСР вважав, що Фогельсону заборонено працювати у вищих навчальних закладах.

## Подальша доля
Холодне ставлення партійної влади до Фогельсона виникло внаслідок проведеної у 1938–1939 роках «очистки» в спецслужбах, а також ліквідації Комуністичної Партії Польщі. У «очищенні» загинуло багато його безпосередніх начальників і співпрацівників з радянської розвідки, а сам Фогельсон був ізольований від колег. Вважалось, що він є ненадійним через тривале перебування поза межами СРСР.
Подальша доля Фогельсона невідома. Можливо він загинув під час Другої світової війни, так і не змігши вибратись із Білостоку. Дехто вважає, що війни він не пережив.

## Основні праці
- «Математична теорія населення» (1932)
- «Міри концентрації і їх застосування» (1933)
- «Про інтерпретацію і застосування мір кореляції» (1934)
- «Дослідження демографії Полісся та Волині» (1938)